# Semyrilla lineata
Semyrilla lineata är en fjärilsart som beskrevs av Holland 1893. Semyrilla lineata ingår i släktet Semyrilla och familjen snigelspinnare. Inga underarter finns listade i Catalogue of Life.